# Iatrogeen
Iatrogeen (van het Oudgriekse iatros = arts en -geen = gemaakt door) is de wetenschappelijke term voor veroorzaakt door medische handelingen.
Het is aan artsen al sinds de oudheid bekend dat hun handelen naast goede ook vaak nadelige effecten op de patiënt kan hebben en het medisch jargon is dan ook rijk aan aforismen die daarop wijzen: in dubio abstine (bij twijfel niets doen), primum non nocere (het belangrijkst is geen schade te berokkenen). 
Voorbeelden van iatrogene schade: 
- schade door gemiste, te late of inadequate diagnostiek[1]
- schade ten gevolge van ernstige bijwerkingen van medicijnen zoals in de geruchtmakende gevallen van DES en Softenon
- het overbrengen van besmettelijke ziekten door bloedtransfusies
- psychische schade door het (foutief) stellen van de diagnose van een ernstige aandoening
- stigmatisering van sommige groepen ten gevolge van de medicalisering van maatschappelijke problemen
- het afdoen van onbegrepen klachten als psychisch of modeziekte zoals in het geval van multiple sclerose gebeurd is
- schade door medische fouten zoals door het mislukken van operaties of behandelingen

Andere door medische handelen veroorzaakte aandoeningen zijn onder meer Keratitis bullosa (ontstaan van blaren na oogoperatie), iatrogene pneumothorax (een typische complicatie van een medische procedure), tardieve dyskinesie ten gevolge van medicijngebruik en de iatrogene variant van de ziekte van Creutzfeldt-Jakob (besmetting als gevolg van een operatie).